# Лімфоцити

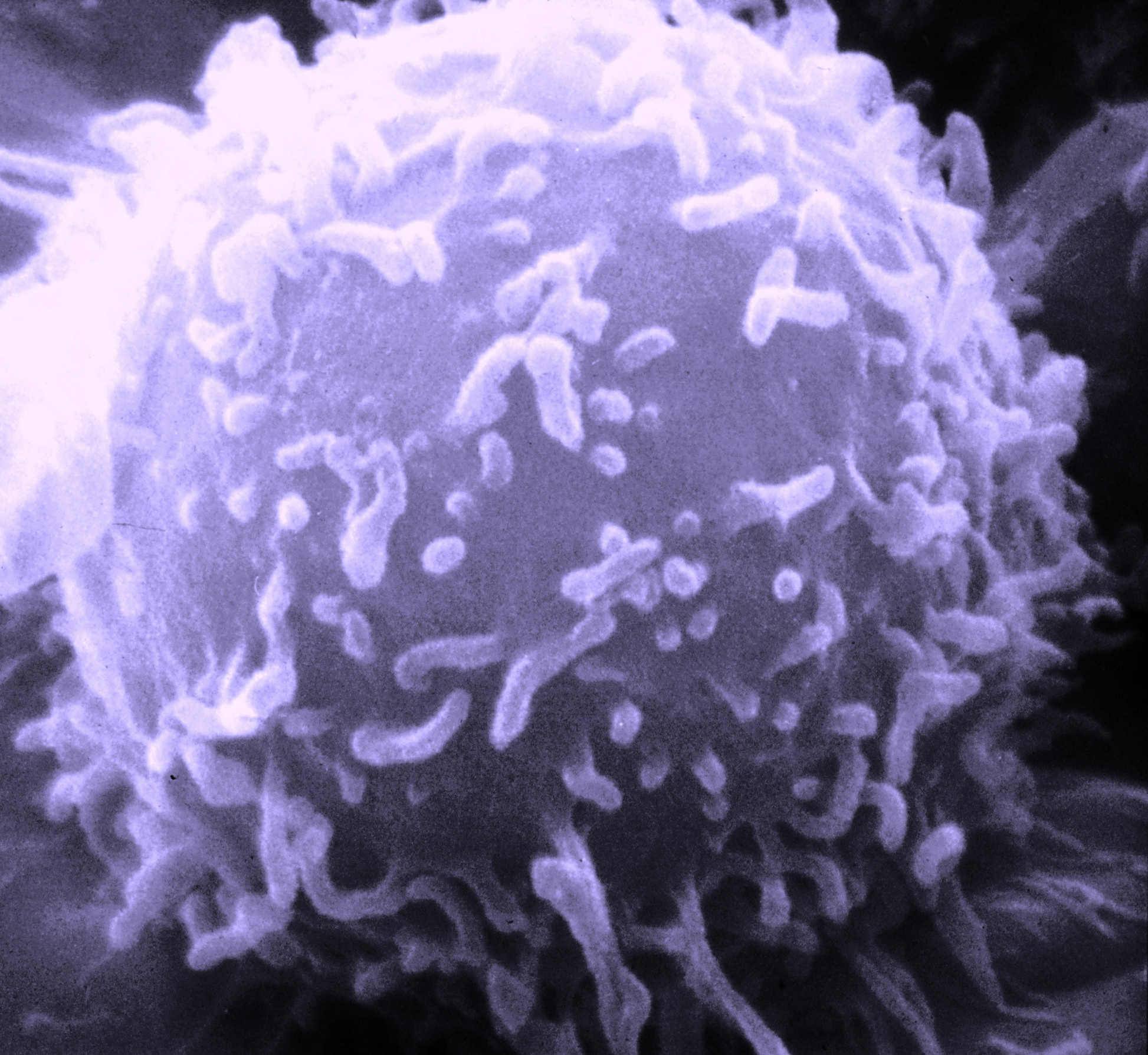
Фото одного лімфоцита людини, скануючий електронний мікроскоп

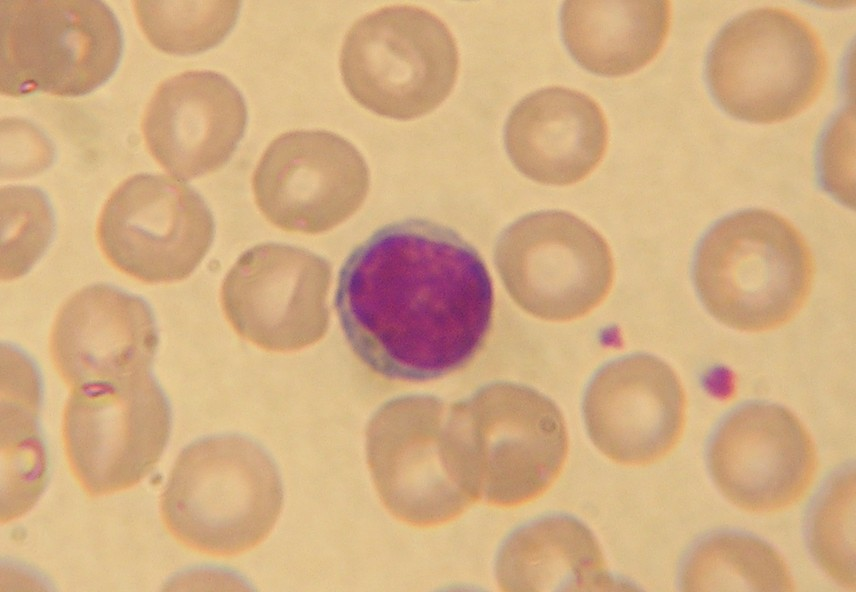
Підфарбований лімфоцит, оточений еритроцитами, оптичний мікроскоп

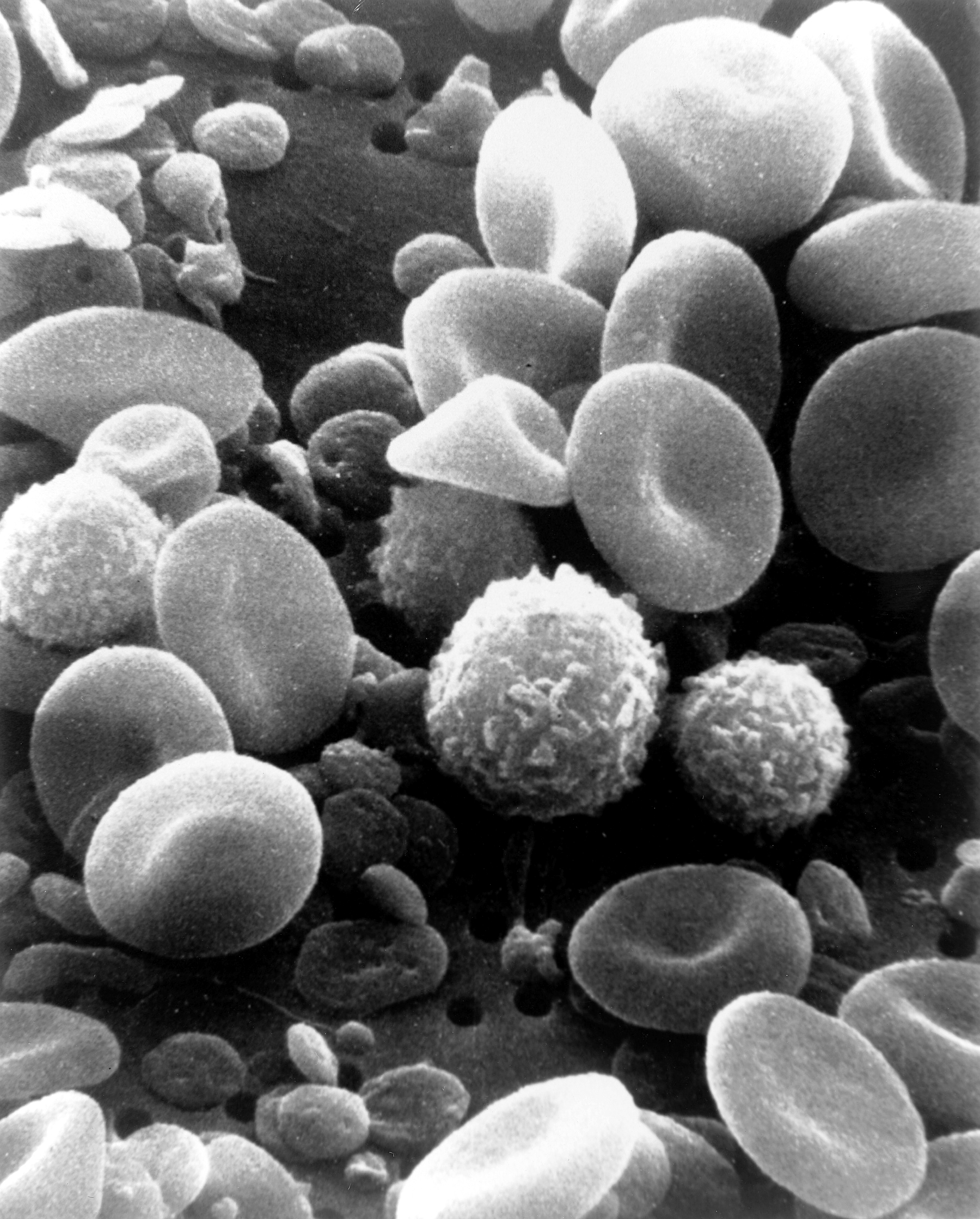
Рисунок, одержаний за допомогою скануючого електронного мікроскопа, звичайної циркулюючої крові людини, яка містить червоні кров'яні тільця, декілька видів білих клітин крові, а саме — лімфоцити, моноцити і нейтрофіл та багато тромбоцитів у формі дрібних дисків

Лімфоци́ти (лат. lymphocytes, від lympha та грец. κύτος — «місткість», тут — «клітина») — клітини імунної системи, які є різновидом лейкоцитів і відповідають за набутий імунітет.
Лімфоцити розділяють на B-клітини, T-клітини та НК-клітини.
- В-лімфоцити розпізнають чужорідні структури (антигени) і виробляють при цьому специфічні антитіла (білкові молекули, спрямовані проти чужорідних структур).
- Т-лімфоцити виконують функцію регуляції імунітету.
- Т-хелпери стимулюють вироблення антитіл, а Т-супресори гальмують його.
- Т-кілери можуть руйнувати чужорідні структури, помічені антитілами. Під дією цих клітин можуть бути зруйновані різні бактерії, ракові клітини, клітини, інфіковані вірусами.
- NK-лімфоцити здійснюють контроль за якістю клітин організму. При цьому NK-лімфоцити можуть руйнувати клітини, які за своїми властивостями відрізняються від нормальних клітин, наприклад, ракові клітини.

У нормі лімфоцити складають від 18 % до 45 % загальної кількості лейкоцитів крові.